# 沃訥托里-尼亞姆茨鄉

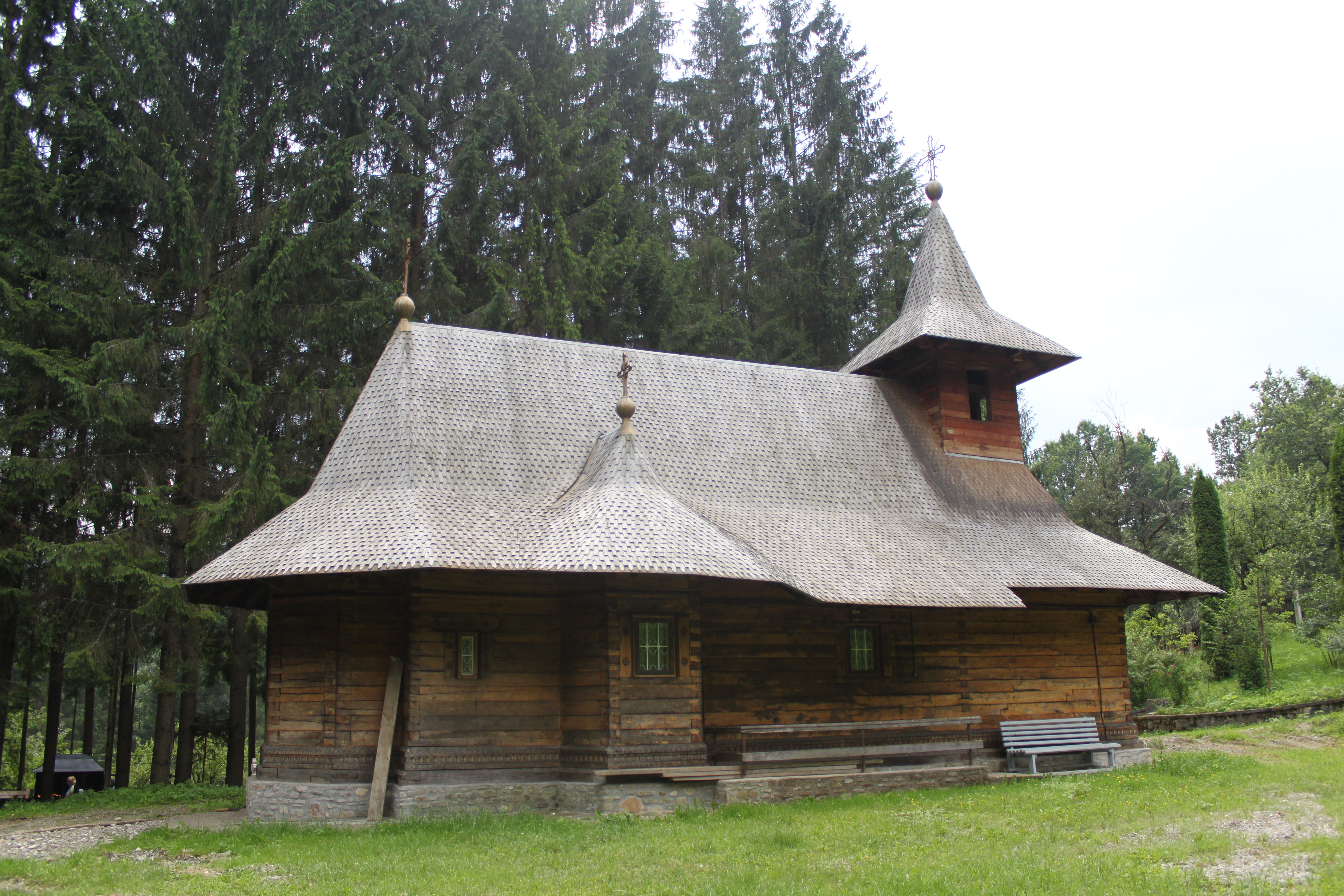

47°12′N 26°19′E / 47.200°N 26.317°E
沃訥托里-尼亞姆茨鄉（羅馬尼亞語：Comuna Vânători-Neamț, Neamț），是羅馬尼亞的鄉份，位於該國東北部，由尼亞姆茨縣負責管轄，面積167平方公里，海拔高度400米，2007年人口8,679，人口密度每平方公里52人。